# Hieracium murorum
Hieracium murorum L. és una planta perenne de la familia de les asteràcies (compostes), subfamília cicoriòidies, amb algunes subespècies encara no prou conegudes i motiu de desacord entre els experts. Els caràcters comuns a totes elles fan relativament fàcil de reconèixer un exemplar d'aquesta espècie, en comparació amb altres del gènere Hieracium.

## Morfologia
Planta d'alçada variable generalment entre 20 i 60 cm., formada per un grup de fulles basals, del que surt una tija sense fulles o bé amb una sola fulla caulinar d'aspecte semblant a les fulles basals excepte que sovint és més fortament dentada i més petita. Rares vegades hi ha una segona fulla caulinar encara nés petita, o amb aspecte de bràctea.
Les fulles basals són blanes, sobtadament peciolades, normalment el limbe a la base arriba perpendicularment al pecíol, generalment ovades i agudes -les més primerenques, sovint més petites, obtuses i el·líptiques-, més o menys dentades especialment cap a la base, amb pèls molt curts i fins regularment escampats per tota la cara superior que, si no es mira de prop, sembla glabra. La cara inferior de les fulles, de color verd una mica grisenc, és més pilosa especialment al nervi principal, sempre amb pèls fins, com els del pecíol, també densament pilós. Com que les fulles creixen en llargada -al principi, plegades sobre el nervi principal- abans que en amplada, temporalment tenen un aspecte lanceolat, el qual conserven si a causa de falta d'aigua aturen el seu creixement. Algunes subespècies poden tenir les fulles més densament i llargament piloses i més rígides.
Tija ramificada a la inflorescència, algunes ramificacions a l'axil·la de bràctees linears. Només a la base, igualment pilosa com els pecíols de les fulles. Més amunt aquests pèls desapareixen gradualment, i apareixen curts pèls asteriformes, i aproximadament cap al terç superior els glandulosos, més densos uns i altres a la summitat.
Inflorescència formada per diversos (5-25) capítols amb més o menys abundants pèls glandulosos foscos a les bràctees involucrals, i alguns pèls asteriformes a la base i marge d'aquestes bràctees. Lígules grogues, ciliades a la part inferior, prop de la base. Estils grocs a la base però molt sovint més o menys foscos més amunt. Aquenis negrosos d'uns 4 mm. de llargada que un cop han volat deixen al descobert un receptacle glabre.

## Hàbitat
Preferentment llocs boscans i muntanyencs, ombrívols i humits. Alguna subespècie pot estar capacitada per a suportar llocs relativament secs. Els murs i les escletxes de roques són un bon refugi contra l'activitat de certs animals boscans.